# Les Deux Amis (fable)
Pour les articles homonymes, voir Les Deux Amis.
Les Deux Amis est la onzième fable du livre VIII de Jean de La Fontaine situé dans le second recueil des Fables de La Fontaine, édité pour la première fois en 1678.
La Fontaine s'est inspiré du texte De deux amis de Pilpay.

## Texte de la fable

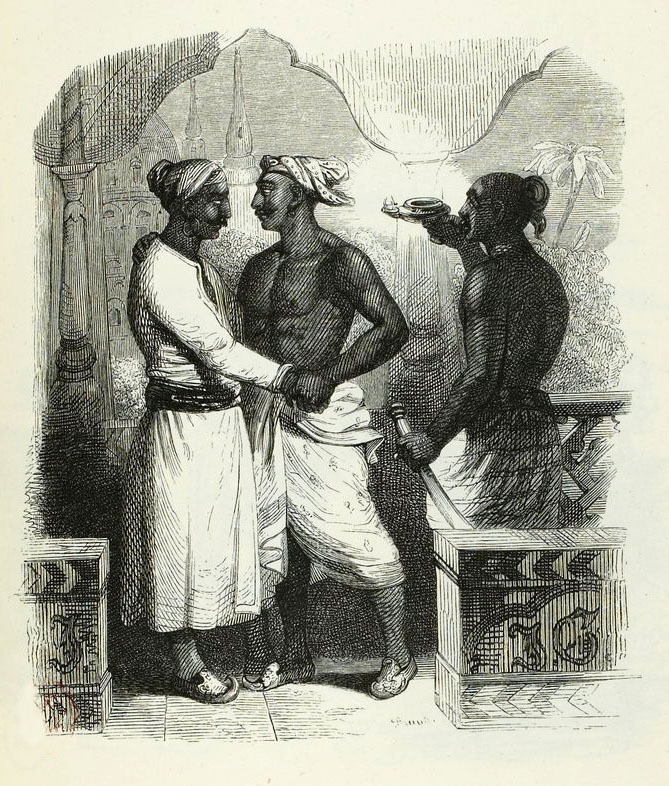
Dessin de Grandville (1838-1840).

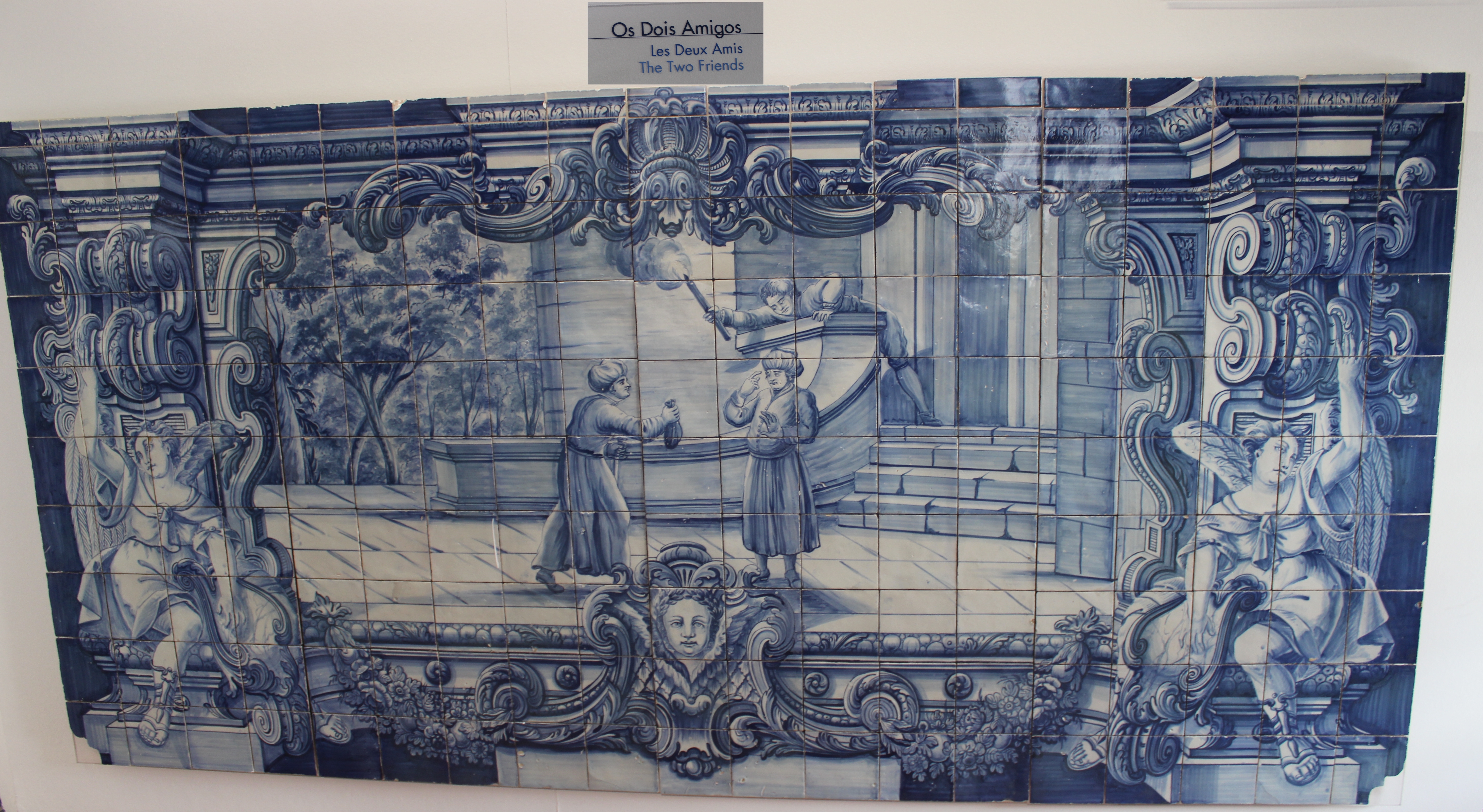
Les deux amis - Azulejos - Monastère de Saint-Vincent de Fora (Lisbonne).

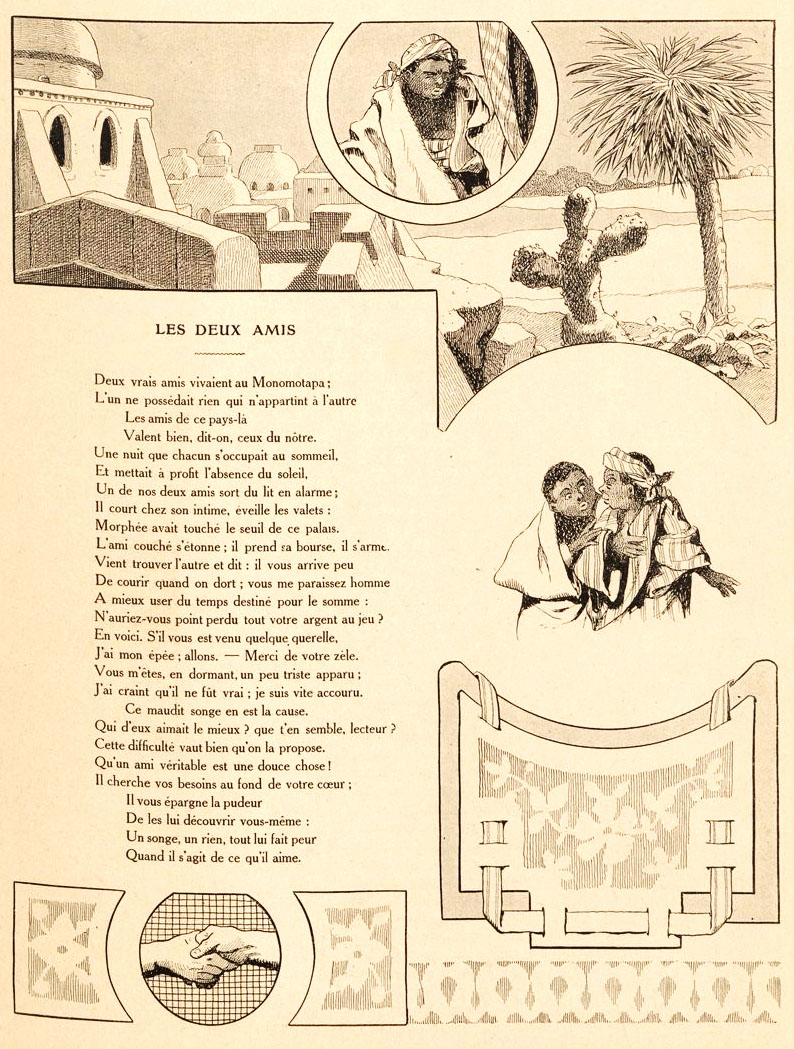
Illustration de Benjamin Rabier (1906).

Deux vrais Amis vivaient au Monomotapa :

L’un ne possédait rien qui n’appartînt à l’autre. 

Les amis de ce pays-là 

Valent bien, dit-on, ceux du nôtre. 

Une nuit que chacun s’occupait au sommeil,

Et mettait à profit l’absence du soleil,

Un de nos deux Amis sort du lit en alarme.

Il court chez son intime, éveille les valets :

Morphée avait touché le seuil de ce palais. 

L’Ami couché s’étonne ; il prend sa bourse, il s’arme,

Vient trouver l’autre, et dit : " Il vous arrive peu 

De courir quand on dort ; vous me paraissez homme 

À mieux user du temps destiné pour le somme :

N’auriez-vous point perdu tout votre argent au jeu ?

En voici. S’il vous est venu quelque querelle,

J’ai mon épée, allons. Vous ennuyez-vous point 

De coucher toujours seul ? une esclave assez belle 

Était à mes côtés : voulez-vous qu’on l’appelle ?

Non, dit l’ami, ce n’est ni l’un ni l’autre point :

Je vous rends grâce de ce zèle. 

Vous m’êtes, en dormant, un peu triste apparu ;

J’ai craint qu’il ne fût vrai ; je suis vite accouru. 

Ce maudit songe en est la cause. " 

Qui d’eux aimait le mieux ? Que t’en semble, lecteur ?

Cette difficulté vaut bien qu’on la propose. 

Qu’un ami véritable est une douce chose !

Il cherche vos besoins au fond de votre cœur ;

Il vous épargne la pudeur

De les lui découvrir vous-même :

Un songe, un rien, tout lui fait peur

Quand il s’agit de ce qu’il aime.
— Jean de La Fontaine, Fables de La Fontaine, Les Deux Amis, texte établi par Jean-Pierre Collinet, Fables, contes et nouvelles, Gallimard, « Bibliothèque de la Pléiade », 1991, p. 309.